# Пуналуу (Гаваї)
Пуналуу (англ. Punaluu) — переписна місцевість (CDP) в США, в окрузі Гонолулу штату Гаваї. Населення — 1374 особи (2020).

## Географія
Пуналуу розташований за координатами 21°34′55″ пн. ш. 157°53′22″ зх. д. / 21.58194° пн. ш. 157.88944° зх. д. (21.581885, -157.889566).  За даними Бюро перепису населення США в 2010 році переписна місцевість мала площу 5,35 км², з яких 4,13 км² — суходіл та 1,22 км² — водойми.

## Демографія
Згідно з переписом 2010 року, у переписній місцевості мешкали 1164 особи в 435 домогосподарствах у складі 266 родин. Густота населення становила 217 осіб/км².  Було 627 помешкань (117/км²).
Расовий склад населення:
| - 35,7 % — білих - 22,4 % — вихідців з тихоокеанських островів - 8,6 % — азіатів - 1,5 % — чорних або афроамериканців - 0,3 % — корінних американців |

До двох чи більше рас належало 31,1 %. Частка іспаномовних становила 6,7 % від усіх жителів.
За віковим діапазоном населення розподілялося таким чином: 20,7 % — особи молодші 18 років, 59,1 % — особи у віці 18—64 років, 20,2 % — особи у віці 65 років та старші. Медіана віку мешканця становила 42,2 року. На 100 осіб жіночої статі у переписній місцевості припадало 90,2 чоловіків;  на 100 жінок у віці від 18 років та старших — 91,9 чоловіків також старших 18 років.
Середній дохід на одне домашнє господарство  становив 67 924 долари США (медіана — 52 000), а середній дохід на одну сім'ю — 84 702 долари (медіана — 68 333). За межею бідності перебувало 7,3 % осіб, у тому числі 9,8 % дітей у віці до 18 років та 3,3 % осіб у віці 65 років та старших.
Цивільне працевлаштоване населення становило 456 осіб. Основні галузі зайнятості: освіта, охорона здоров'я та соціальна допомога — 29,6 %, мистецтво, розваги та відпочинок — 11,6 %, науковці, спеціалісти, менеджери — 11,0 %, транспорт — 10,7 %.